# 拉哈特加尔
拉哈特加尔（Rahatgarh），是印度中央邦Sagar县的一个城镇。总人口25217（2001年）。

## 人口
该地2001年总人口25217人，其中男性13307人，女性11910人；0—6岁人口4789人，其中男2454人，女2335人；识字率51.47%，其中男性为61.43%，女性为40.34%。